# Александров, Анатолий Андреевич
Анатолий Андреевич Александров (1929―2014) ― советский и российский учёный-историк, доктор исторических наук, профессор Смоленского филиала Московского энергетического института, писатель.

## Биография
Анатолий Андреевич Александров родился 29 ноября 1929 года в Смоленске. Окончил среднюю школу в посёлке Красный Бор (ныне — в черте Смоленска). В 1948 году Александров был призван на службу в Советскую Армию. В 1950 году он окончил Казанское военное авиационно-техническое училище, в 1957 году — Рижское высшее военное авиационно-техническое училище, в 1959 году — Военно-воздушную академию. Служил на командных и военно-технических должностях. В 1961 году в звании инженер-капитана Александров был уволен в запас по сокращению Вооружённых Сил СССР.
Вернувшись на родину, Александров работал инженером на различных смоленских предприятиях. В 1969 году он заочно окончил Высшую партийную школу при ЦК КПСС, в 1975 году — защитил кандидатскую диссертацию по теме: «Борьба партийных организаций за научно-технический прогресс в период между XXII и XXIII съездами КПСС». С 1976 года — на преподавательской работе в Смоленском филиале Московского энергетического института, последовательно был ассистентом, доцентом, профессором. В 1985 году защитил диссертацию на соискание степени доктора исторических наук по теме: «Партийное руководство творческой активностью масс по ускорению научно-технического прогресса в условиях совершенствования социализма: На материалах партийных организаций промышленных предприятий РСФСР».
Помимо преподавательской работы, активно занимался научно-исследовательской деятельностью. Опубликовал более 110 научных и публицистических материалов, а также 6 монографий. Активно занимался изучением истории Великой Отечественной войны и освоения космоса Советским Союзом, написал ряд художественных и документально-художественных произведений на эту тему.
Умер 27 августа 2014 года, похоронен на Одинцовском кладбище Смоленска.

## Избранная библиография
- Александров А. А. Научно-технический прогресс на предприятиях Смоленщины. — Смоленск: Моск. рабочий, Смол. отд-ние, 1972.
- Александров А. А. Новая техника — новые возможности. — М.: Моск. рабочий, 1974.
- Александров А. А. Передовая техника и качество продукции. — М.: Моск. рабочий, 1976.
- Александров А. А. Рабочей инициативе — инженерную поддержку. — М.: Моск. рабочий, 1979.
- Александров А. А. Две Ставки : [Ставка Верхов. Главнокомандования СССР и Германии в годы Великой Отечеств. войны] — Смоленск: Смядынь, 1993—1996. (в 6 книгах).
- Александров А. А. Великая победа на Дальнем Востоке: август 1945 года: от Забайкалья до Кореи. — М.: Вече, 2004.
- Александров А. А. Выстояли и победили : Части первая и вторая. 1941—1945. — Смоленск: Смядынь, 2006.
- Александров А. А. О, судьба офицера! (Ниночка Розова). — Смоленск: Смядынь, 2010.
- Александров А. А. Мужество непокорённых (С верой в Победу): в 2 ч. — Смоленск : Маджента, 2015.